# Pro Patria et Libertate Sezione Calcio 1958-1959
Questa voce raccoglie le informazioni riguardanti la Pro Patria et Libertate Sezione Calcio nelle competizioni ufficiali della stagione 1958-1959.

## Stagione
Nella stagione 1958-59 la Pro Patria ha disputato il girone A del campionato di Serie C, un torneo a ventuno squadre, con 39 punti si è piazzata in dodicesima posizione, il torneo è stato vinto dall'Ozo Mantova e dal Siena con 58 punti, per salire nel torneo cadetto il 29 giugno 1959 a Genova si disputò lo spareggio che i lombardi vinsero (1-0). Non erano previste retrocessioni.
Al vertice della Pro Patria vi è stato un forzato avvicendamento nel corso della stagione, il ventiquatrenne Enrico Candiani diventa il nuovo presidente a causa della morte di Daniele Pini. Il nuovo allenatore dei tigrotti è Piero Magni, nuovi anche gli interni di centrocampo, Mauro Maltinti che arriva dall'Arezzo e Giuseppe Marchioro in arrivo dal vivaio del Milan che in stagione realizzerà 13 reti, sempre dal vivaio rossonero arriva a rinforzare la difesa lo stopper Livio Ghioni. Il nuovo tecnico da una sua impronta alla squadra bustocca con schemi di gioco ariosi e interessanti, la Pro Patria chiude il campionato di Serie C al dodicesimo posto a metà classifica, un torneo che è stato caratterizzato dal duello tosco-lombardo tra il Siena e l'Ozo Mantova.

## Rosa
| N. |                   | Ruolo | Calciatore        |
| -- | ----------------- | ----- | ----------------- |
|    | Italia (bandiera) | D     | Giancarlo Amadeo  |
|    | Italia (bandiera) | A     | Aldo Bernasconi   |
|    | Italia (bandiera) | C     | Vittorino Calloni |
|    | Italia (bandiera) | A     | Angelo Canavesi   |
|    | Italia (bandiera) | D     | Danilo Colombo    |
|    | Italia (bandiera) | D     | Mario Colombo     |
|    | Italia (bandiera) | D     | Livio Ghioni      |
|    | Italia (bandiera) | C     | Aldo Giurini      |
|    | Italia (bandiera) | C     | Nino Malinverni   |
|    | Italia (bandiera) | C     | Mauro Maltinti    |

| N. |                   | Ruolo | Calciatore           |
| -- | ----------------- | ----- | -------------------- |
|    | Italia (bandiera) | A     | Giuseppe Marchioro   |
|    | Italia (bandiera) | D     | Francesco Morichetto |
|    | Italia (bandiera) | A     | Abbondanzio Pagani   |
|    | Italia (bandiera) | P     | Umberto Provasi      |
|    | Italia (bandiera) | C     | Angelo Rimoldi       |
|    | Italia (bandiera) | A     | Giancarlo Rimoldi    |
|    | Italia (bandiera) | C     | Franco Rondanini     |
|    | Italia (bandiera) | C     | Agostino Salmoiraghi |
|    | Italia (bandiera) | D     | Eraldo Tizzoni       |
|    | Italia (bandiera) | C     | Guido Zagano         |

## Risultati

### Girone di andata
| Arbitro: | Bartolomei (Roma) |

|              |           |              |
| Cocciuti 42’ | Marcatori | 20’ Canavesi |

| Busto Arsizio 28 settembre 1959 2ª giornata | Pro Patria         | 0 – 0 | Livorno | \| Arbitro: \| Sebastio (Taranto) \| |
| Arbitro:                                    | Sebastio (Taranto) |       |         |                                      |

| Arbitro: | Di Tonno (Lecce) |

|                          |           |                            |
| Pierotti 59’ Clerici 80’ | Marcatori | 50’ Rimoldi 84’ Malinverni |

| Arbitro: | Beccai (Firenze) |

|  |           |                |
|  | Marcatori | 66’ Pochissimo |

| Arbitro: | De Marchi (Pordenone) |

|            |           |              |
| Crespi 86’ | Marcatori | 68’ Canavesi |

| Arbitro: | Pastechi (Pisa) |

|                                          |           |          |
| Marchioro 21’ (rig.) Salvador 72’ (aut.) | Marcatori | 30’ Lugo |

| Arbitro: | Menchini (Udine) |

|                     |           |               |
| Regeni 1’ Corti 44’ | Marcatori | 77’ Marchioro |

| Arbitro: | Revello (Imperia) |

|                                 |           |  |
| Pagani 15’ Marchioro 87’ (rig.) | Marcatori |  |

| Mestre 23 novembre 1958 9ª giornata | Mestrina         | 0 – 0 | Pro Patria | Stadio Francesco Baracca\| Arbitro: \| Gazzano (Genova) \| |
| Arbitro:                            | Gazzano (Genova) |       |            |                                                            |

| Arbitro: | Sebastio (Taranto) |

|               |           |                  |
| Marchioro 37’ | Marcatori | 24’, 29’ Bosisio |

| Arbitro: | Molinari (Genova) |

|           |           |            |
| Cella 54’ | Marcatori | 83’ Pagani |

| Arbitro: | Leita (Udine) |

|                                        |           |  |
| Canavesi 27’, 85’ Marchioro 68’ (rig.) | Marcatori |  |

| Arbitro: | D'Agostini (Roma) |

|  |           |                                 |
|  | Marcatori | 60’ Marchioro 63’, 90’ Canavesi |

| Arbitro: | Politano (Cuneo) |

|  |           |                            |
|  | Marcatori | 68’ Trabattoni 75’ Savoldi |

| Arbitro: | Francescon (Padova) |

|             |           |  |
| Nundini 66’ | Marcatori |  |

| 11 gennaio 1959 16ª giornata |  | – Turno di riposo PRO PATRIA |  |  |

| Arbitro: | Pastechi (Pisa) |

|                              |           |  |
| Taffarello 69’ Mantovani 90’ | Marcatori |  |

| Busto Arsizio 25 gennaio 1959 18ª giornata | Pro Patria           | 0 – 0 | Ozo Mantova | Stadio Comunale\| Arbitro: \| Carbonelli (Brescia) \| |
| Arbitro:                                   | Carbonelli (Brescia) |       |             |                                                       |

| Arbitro: | Basciu (Genova) |

|              |           |  |
| De Rossi 86’ | Marcatori |  |

| Arbitro: | Molinari (Genova) |

|                      |           |  |
| Marchioro 50’ (rig.) | Marcatori |  |

| Arbitro: | Guidi (Brescia) |

|                                   |           |                             |
| Marchioro 12’ Rimoldi II 77’, 80’ | Marcatori | 28’ Fabbri 45’, 70’ Ferrini |

### Girone di ritorno
| Arbitro: | Rastrelli (Firenze) |

|  |           |           |
|  | Marcatori | 64’ Rizzo |

| Arbitro: | Samani (Trieste) |

|             |           |                |
| Gratton 25’ | Marcatori | 83’ Bernasconi |

| Arbitro: | Bellotto (Pordenone) |

|            |           |  |
| Pagani 51’ | Marcatori |  |

| Arbitro: | Torcini (Firenze) |

|                        |           |                |
| Plebani 21’ Raffin 32’ | Marcatori | 51’ Bernasconi |

| Arbitro: | Genel (Trieste) |

|                    |           |  |
| Bernasconi 5’, 48’ | Marcatori |  |

| Arbitro: | Ascari (Carpi) |

|            |           |           |
| Smersy 21’ | Marcatori | 7’ Pagani |

| Arbitro: | Politano (Cuneo) |

|  |           |               |
|  | Marcatori | 75’ Currarini |

| Arbitro: | Revello (Imperia) |

|                    |           |               |
| Gorlani 52’ (rig.) | Marcatori | 55’ Marchioro |

| Arbitro: | Orlandi (Torino) |

|                       |           |  |
| Campanarin 76’ (aut.) | Marcatori |  |

| Arbitro: | Molinari (Genova) |

|                          |           |  |
| Pirovano 46’ Landoni 66’ | Marcatori |  |

| Arbitro: | Bellotto (Pordenone) |

|            |           |  |
| Pagani 39’ | Marcatori |  |

| Arbitro: | Gazzano (Genova) |

|                  |           |            |
| Rossi 73’ (rig.) | Marcatori | 60’ Pagani |

| Arbitro: | Capodagli (Ravenna) |

|                                                                |           |                              |
| Maltinti 6’ Marchioro 12’, 58’, 78’ Bernasconi 75’ Giurini 82’ | Marcatori | 20’, 26’ Favalli 36’ Bolzoni |

| Arbitro: | Ciferri (Roma) |

|           |           |                          |
| Serra 54’ | Marcatori | 11’ Pagani 20’ Marchioro |

| Busto Arsizio 17 maggio 1959 36ª giornata | Pro Patria | 0 – 0 | Pisa | Stadio Comunale\| Arbitro: \| Gay (Asti) \| |
| Arbitro:                                  | Gay (Asti) |       |      |                                             |

| 24 maggio 1959 37ª giornata |  | – Turno di riposo PRO PATRIA |  |  |

| Arbitro: | Orlandi (Torino) |

|                |           |                           |
| Bernasconi 54’ | Marcatori | 47’ Trinca 57’ Taffarello |

| Arbitro: | Righetti (Torino) |

|                          |           |  |
| Giagnoni 19’ Recagni 89’ | Marcatori |  |

| Arbitro: | Rigato (Mestre) |

|              |           |  |
| Canavesi 77’ | Marcatori |  |

| Arbitro: | Rancher (Roma) |

|             |           |              |
| Turotti 20’ | Marcatori | 17’ Maltinti |

| Varese 21 giugno 1959 34ª giornata | Varese              | 0 – 0 | Pro Patria | Stadio Franco Ossola\| Arbitro: \| Francescon (Padova) \| |
| Arbitro:                           | Francescon (Padova) |       |            |                                                           |

## Coppa Italia
| Arbitro: | Orlandi (Torino) |

|                            |           |  |
| Rimoldi II 57’ Calloni 86’ | Marcatori |  |

| Arbitro: | Butti (Como) |

|                              |           |            |
| Rimoldi II 18’ Marchioro 80’ | Marcatori | 39’ Favini |

| Arbitro: | Menchini (Udine) |

|                |           |                                        |
| Malinverni 78’ | Marcatori | 7’ Leoni 98’ De Angelis 118’ Maccacaro |